# Воротнее
Воротнее — село в Сергиевском районе Самарской области. Административный центр сельского поселения Воротнее.

## История
В 1973 году указом Президиума Верховного Совета РСФСР село центральной усадьбы совхоза «Серноводский» переименовано в Воротнее.

## Население
| 2008 | 2010 |
| ---- | ---- |
| 917  | ↘877 |

## Улицы
| - ул. Молодёжная, - ул. Московская, - ул. Парковая, | - ул. Почтовая, - пер. Почтовый, - ул. Садовая, | - пер. Специалистов, - ул. Специалистов, - ул. Школьная. |